# ۶٬۲-زیلنول
۶،۲-زیلنول (به انگلیسی: 2,6-Xylenol) یک ترکیب شیمیایی با شناسه پاب‌کم ۱۱۳۳۵ است. 